# Ocote Amarillo
Ocote Amarillo är en ort i Mexiko.   Den ligger i kommunen Ayutla de los Libres och delstaten Guerrero, i den södra delen av landet, 280 km söder om huvudstaden Mexico City. Ocote Amarillo ligger 893 meter över havet och antalet invånare är 228.
Terrängen runt Ocote Amarillo är huvudsakligen kuperad, men söderut är den bergig. Terrängen runt Ocote Amarillo sluttar västerut. Runt Ocote Amarillo är det ganska glesbefolkat, med 29 invånare per kvadratkilometer. Närmaste större samhälle är Ayutla de los Libres, 8,5 km väster om Ocote Amarillo. I omgivningarna runt Ocote Amarillo växer huvudsakligen savannskog.